# H4-es autóút (Szlovénia)
Az H4-es autóút (szlovénül: Hitra cesta H4) egy gyorsforgalmi út Szlovéniában. Az út 42,1 km hosszú, amely összeköttetést biztosít az olasz határ felé. 